# Castell de Xivert
El castell de Xivert es troba a la serra d'Irta, al terme municipal d'Alcalà de Xivert (Baix Maestrat, País Valencià).
És una construcció islàmica dels segles x i xi reformada posteriorment pels templers durant el segle xiii. Guaita la serra i la mar Mediterrània. El turó on es troba el castell de Xivert ha estat lloc d'assentament, almenys, des dels segles xiv-xiii aC. Pobladors de l'edat del bronze mitjà i ibers ocuparen el terreny.
Des del 1996, s'han realitzat diverses excavacions arqueològiques, neteja d'espais, millora en els accessos i restauració-consolidació d'alguns dels elements més emblemàtics del castell: torre de Ponent, torre Sud i el mur on es troba la inscripció aràbiga.

## Espais constructius

### El castell musulmà
La fortalesa musulmana comprèn el recinte emmurallat extern, obra dels segles x-xi, on destaquen alguns grans llenços de tapiar coronats de merlets. Els murs envolten la vila i el castell, sense altra separació que la topogràfica que provoca irregularitats. Aquesta unió dels dos espais indica el caràcter de refugi del recinte superior. Molt interessant és la inscripció àrab «per la retrobada de Déu» en un mur lluït que imita carreus, al sector sud/sud-est del conjunt.

### L'aljama
La vila musulmana i morisca es troba als peus del castell, adaptant-se al terreny i mirant al migdia. Un carrer principal articula el conjunt urbà, amb altres carrers secundaris i carrerons i, amb els habitatges i els espais públics, conformen un dels testimonis més ben conservats d'una vila musulmana en altura.
A partir de la conquesta cristiana, la població musulmana manté la seva personalitat gràcies a la carta pobla de 1234. Durant els segles xiv-xv la vila va minvant en importància, tot i que manté la població, desplaçada per la vila cristiana d'Alcalà. El deteriorament s'amplia en el segle xvi, amb una davallada de la població, i és definitiu el 1521, quan la Germania ataca el castell, amb conversions forçades, i la població, molt reduïda, es manté fins a l'expulsió dels moriscos, el 1609. Posteriors intents de reocupació no tenen efecte.

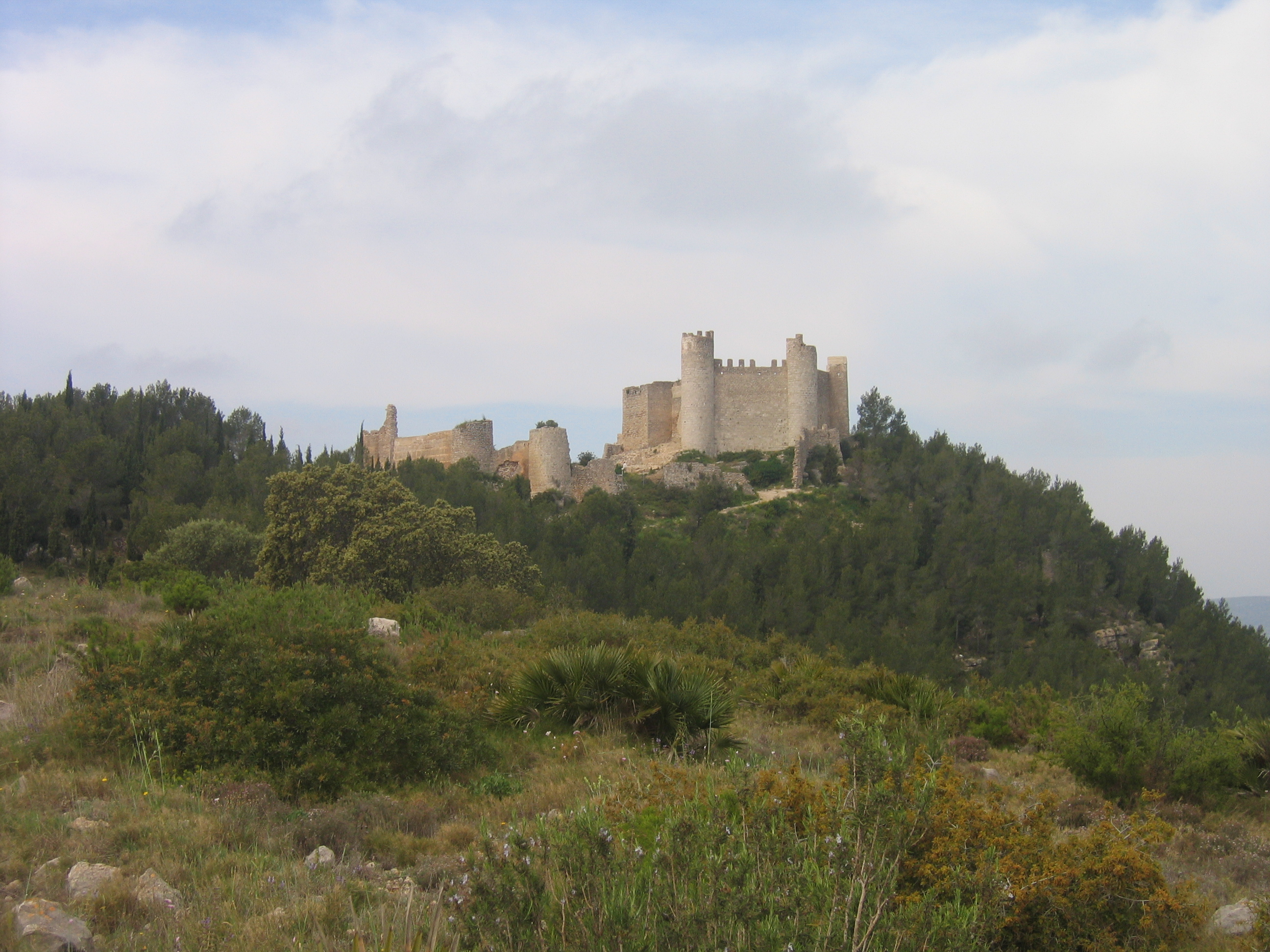
El castell de Xivert vist des del sud

| « | El castillo de Xivert a tercio de legua de Alcalá está assentado en un cabeço alto, e al pie del castillo ay un lugar poblado de moriscos. Este castillo fue saqueado a xxix de junio año de Mdxxi por Miguel Estellés, capitán de la Germanía | » |

### El castell templer
La fortalesa cristiana fou edificada, en les parts més significatives, en el segle xiii, pels templers, reaprofitant la disposició general del castell musulmà, i adaptant l'espai a les noves necessitats. Són notables les dues torres rodones i el mur que les enllaça, de carreus, així com l'aljub. Fins al segle xvii, i sota la direcció dels comanadors de l'orde de Montesa es feren modificacions de menor importància.
L'any 1596, es fa una visura i valoració del castell, per ordre reial, per poder arreglar el deteriorament d'edificis i murs. Totes les parts estaven «molt derrohides y a perill de cahiguda», segons declaren els perits. El 1648, a un inventari dels béns de la comanda d'Alcalà, es diu que «lo castell de Xivert lo qual per estar aquell y tota la dita vila deruits de manera que sols resten los vestigis y no averi en aquell ni en dita vila portes ni finestres ni cap altra cosa…».

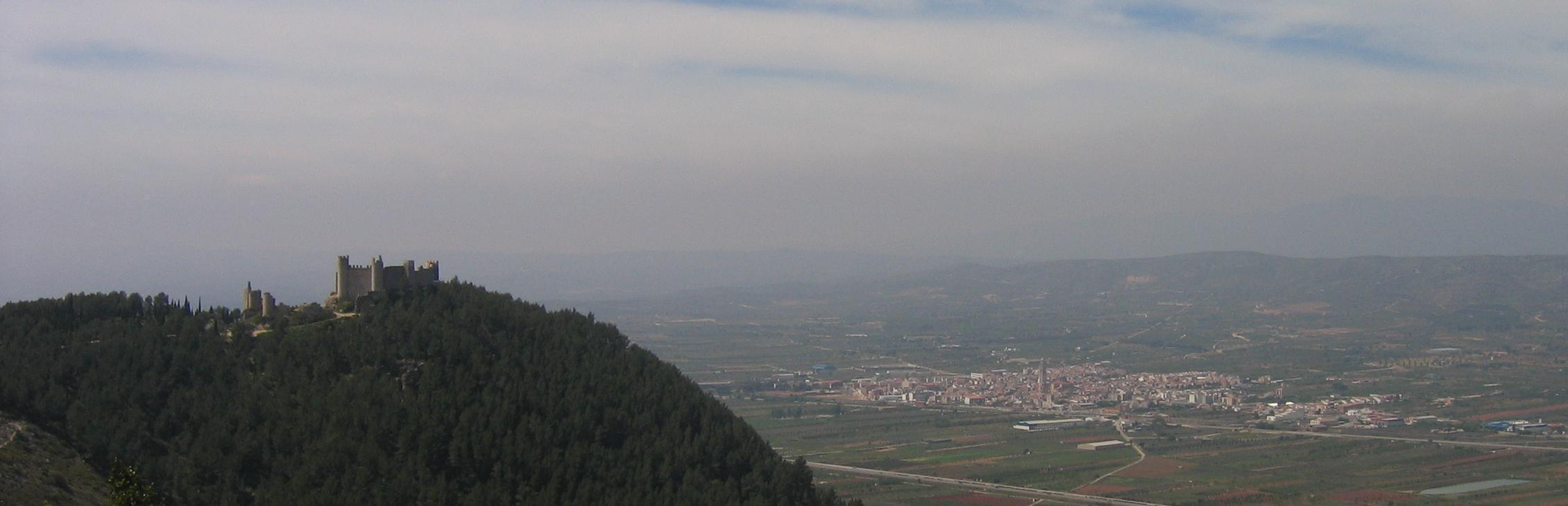
El castell de Xivert, a la serra d'Irta i, la vila d'Alcalà, al pla

## Galeria d'imatges

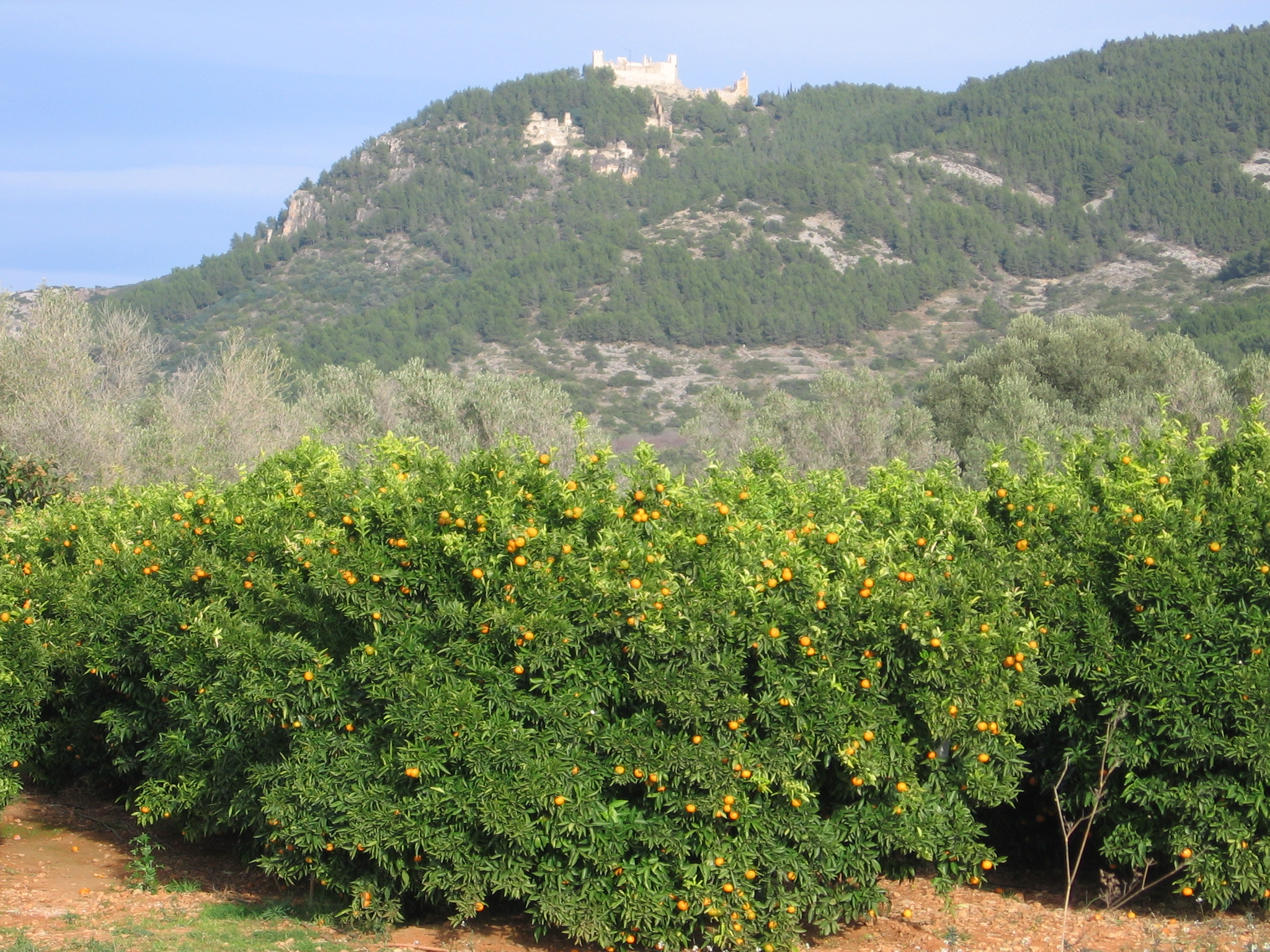
Vista del vessant on està ubicat el castell
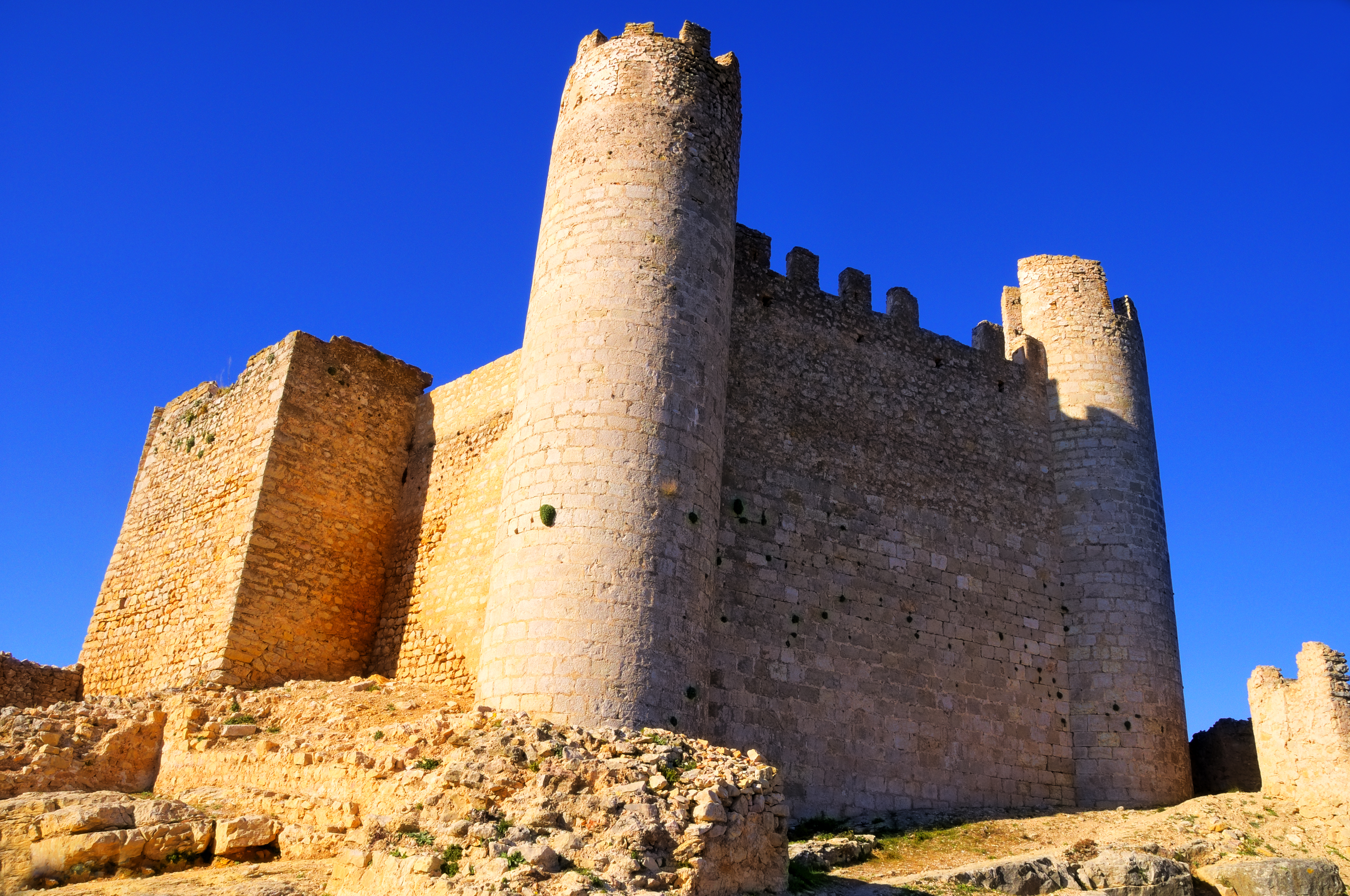
Vista del castell
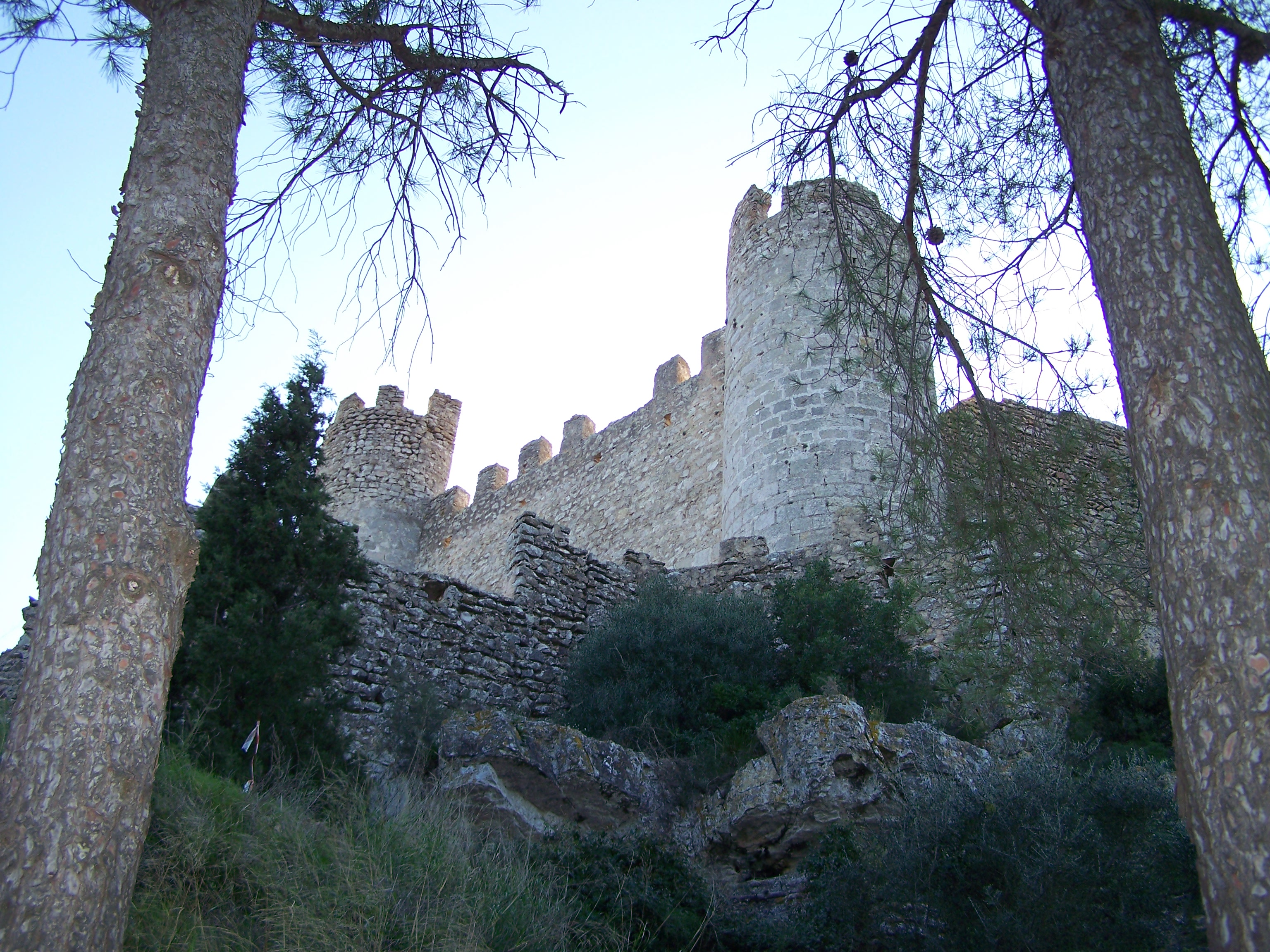
Vista del castell
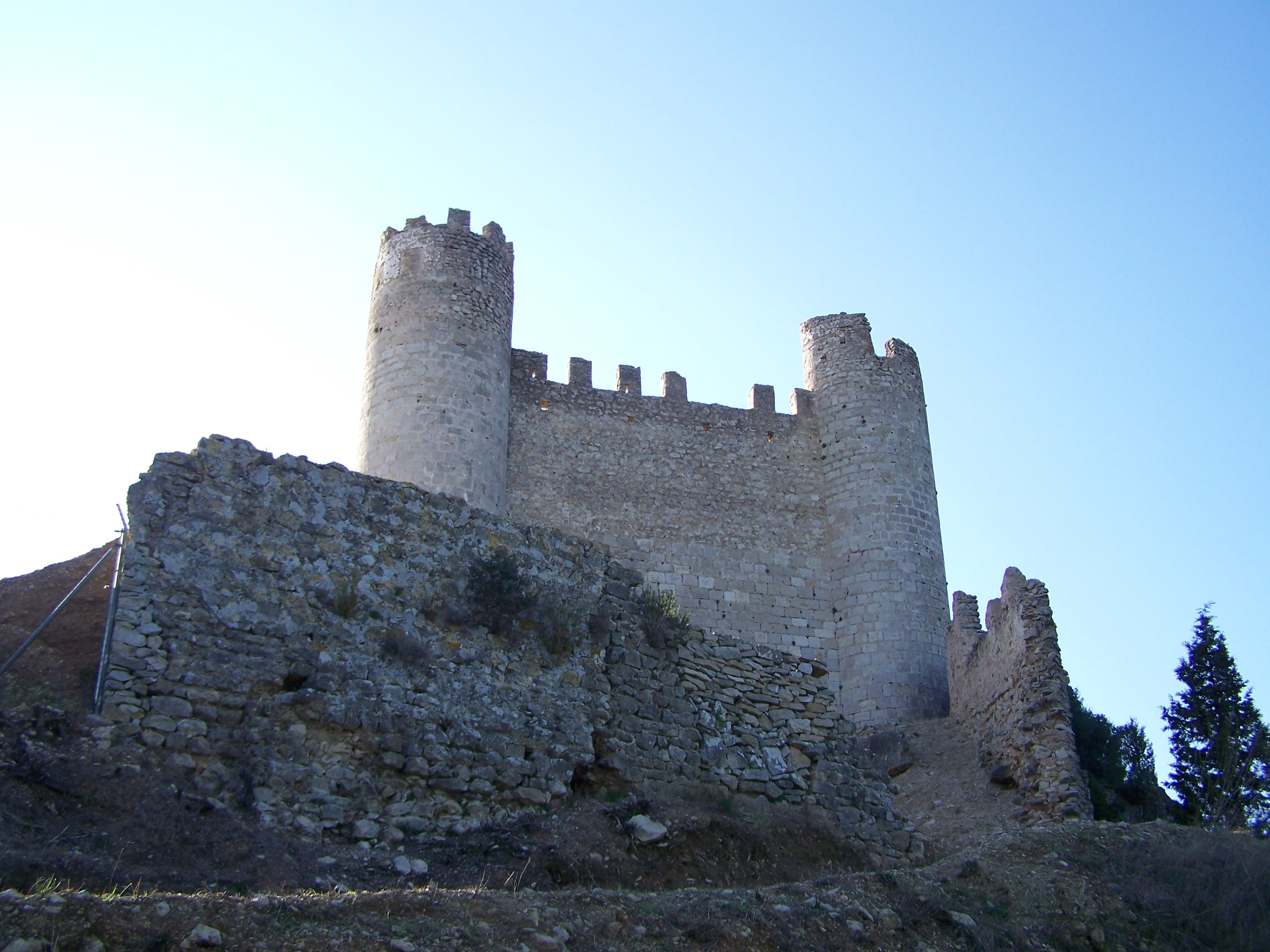
Vista del castell
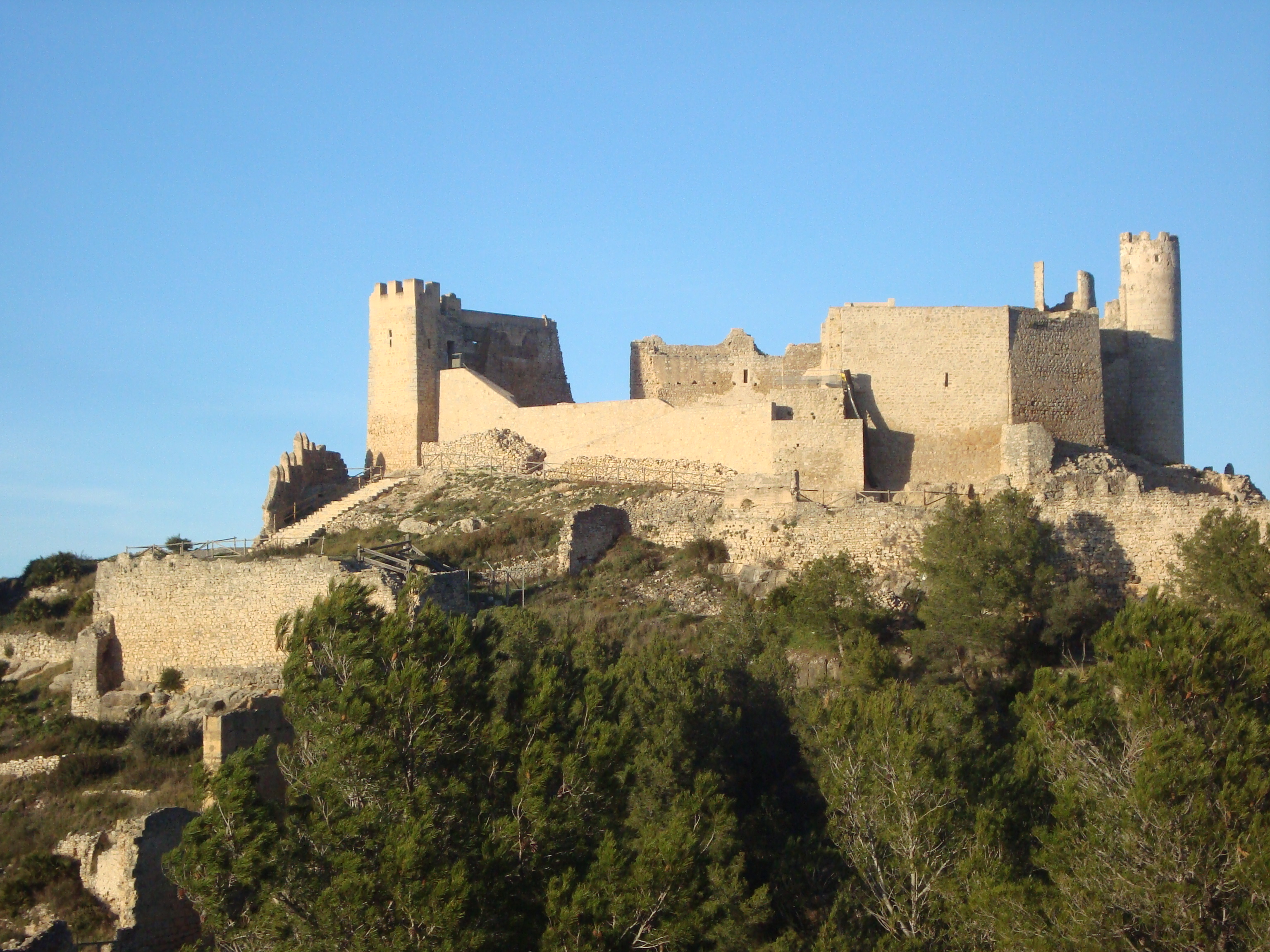
Vista del castell